# 原子心母 (曲)
「原子心母」（げんししんぼ、原題 : Atom Heart Mother）は、1970年に発表されたピンク・フロイドの楽曲である。20分を超える組曲で5つのパートに分かれており、彼等の評価を飛躍的に上昇させた曲として知られる。

## 作曲や録音の経緯
同名アルバム『原子心母』のアナログA面を覆う23分強の大作である。元々はデヴィッド・ギルモアがコンサートツアー中に思いついたインストゥルメンタル・ナンバーで、彼はこれを「Theme from an Imaginary Western」と呼んでいた。ロジャー・ウォーターズは感銘を受け、メンバーは「The Amazing Pudding」と呼んで、段々と形にしていった。1970年1月にパリ公演で披露されて以降、ライブのレパートリーになっていた。
彼等は3月にアビー・ロード・スタジオで同曲を4人で録音したものの物足らなさを感じた。ウォーターズは知人から紹介された作曲家のロン・ギーシンにテープを渡し、4～5月に自分達がアメリカ公演を行なっている間にアレンジするように頼んだ。ギーシンのアレンジは大作にふさわしいスケールの大きなもので、かつメロディアスなものであった。しかし中間部分のギターソロを除けば、チェロ・ソロなどほぼクラシック作品であるといえよう。
彼等がアメリカ公演から帰国した後、ブラス、チェロ、コーラスが録音され、同年6月にイングランド西部のサマセット州バースで行われたフェスティバル"Bath Festival of Blues and Progressive Music"で、コーラス隊とブラス隊の加わったバージョンが初めて披露された。彼等は以後、幾つかの公演でオーケストラとの共演を果たしている。
タイトル「Atom Heart Mother」が決まったのは1970年7月16日「BBCインコンサート」出演のときである。このときまで正式なタイトルは決まっていなかったのだった。DJのジョン・ピールから「お客さんに紹介するためにタイトルが必要」と言われた際、ギーシンが持っていた当日のイブニング・スタンダード紙に「Atom Heart Mother Named」という見出しで、原子力電池駆動の心臓ペースメーカーの植込み手術に成功した56歳の女性の記事があるのを見て「Atom Heart Mother」というタイトルが決定した。

## パート
この曲は5つのパートに分かれており、その境界は以下のとおりである。
| パート                 | 時間         |
| ---------------------- | ------------ |
| 父の叫び               | 〜2:54       |
| ミルクたっぷりの乳房   | 2:55〜5:26   |
| マザー・フォア         | 5:27〜10:12  |
| むかつくばかりのこやし | 10:13〜15:29 |
| 喉に気をつけて         | 15:30〜19:13 |
| 再現                   | 19:14〜23:43 |

初めにハモンドオルガンの音色から始まり、直後金管楽器を用いたメインテーマが演奏される。メインテーマが終わると一旦静かになり、オートバイの効果音などを聞くことができる。「ミルクたっぷりの乳房」に入るとベースとオルガンを伴ったチェロのソロが始まり、後からドラムが入ってギルモアによるギターソロが展開される。
「マザー・フォア」では、再びベースとオルガンの優しい音色と共に、コーラス隊が現れる。そして、8:51より、メイスンのドラムが参加する。「むかつくばかりのこやし」では、最初にコーラス隊は登場せず、ギルモアが再びギターソロを展開する。13:00から再びコーラス隊の合唱が始まる。その後、メインテーマのリプライズを行う。
「喉に気をつけて」は2つのパートに分かれている。前半はメロトロンによる不協和音が展開され、歪んだ声が聞こえたあと、機関車の効果音によってかき消される。後半はエコーのかかった音声が続いたあと、歪んだ声による「Silence In The Studio!」という呼びかけのあと、メインテーマのリプライズが行われる。
「再現」においてはメインテーマの後のヴィオラ・ソロのリプライズから始まり、すべての楽器が登場して曲を盛り上げ終焉へ向かう。

## パーソネル
- デヴィッド・ギルモア - ギター、スライドギター
- ロジャー・ウォーターズ - ベースギター、テープ編集
- リチャード・ライト - ハモンドオルガン、キーボード、メロトロン、グランドピアノ
- ニック・メイスン - ドラム、パーカッション、テープ編集

## カバー
- 2014年、日本の弦楽四重奏団モルゴーア・クァルテットが弦楽四重奏に編曲しカバーしている[3]。